# Martín Hidalgo
Emilio Martín Hidalgo Conde (ur. 15 czerwca 1976 w Limie) – peruwiański piłkarz występujący na pozycji obrońcy.

## Kariera klubowa
Hidalgo karierę rozpoczynał w 1995 roku w zespole Sporting Cristal. W tym samym roku, a także rok później zdobył z nim mistrzostwo Peru. W 1997 roku przeszedł do hiszpańskiego UD Las Palmas z Segunda División. Przez 2 lata rozegrał tam 28 spotkań. W 1999 roku wrócił do Sportingu Cristal. W 2000 roku wywalczył z nim wicemistrzostwo Peru.
W 2001 roku Hidalgo odszedł do argentyńskiego Vélez Sarsfield. Grał tam przez rok. Następnie występował w zespole CA Colón, a w 2003 roku trafił do rosyjskiego Saturna Ramienskoje. Sezon 2004 spędził na wypożyczeniu w Alianzy Lima. W tamtym sezonie zdobył z nią mistrzostwo Peru.
W trakcie sezonu 2005 Hidalgo przeszedł z Saturna do paragwajskiego Club Libertad, a w 2006 roku został graczem brazylijskiego klubu SC Internacional. W tym samym roku zdobył z nim Copa Libertadores oraz Klubowe mistrzostwo świata.
W 2007 roku Hidalgo przeniósł się do Grêmio. Potem grał jeszcze w Alianzy Lima, wenezuelskim Deportivo Táchira, FBC Melgar, a także Cienciano, gdzie w 2011 roku zakończył karierę.

## Kariera reprezentacyjna
W reprezentacji Peru Hidalgo zadebiutował w 1996 roku. W 1997 roku po raz pierwszy wziął udział w Copa América, zakończonym przez Peru na 4. miejscu. Na tamtym turnieju zagrał w meczach z Urugwajem (1:0, gol), Boliwią (0:2), Wenezuelą (2:0), Argentyną (2:1), Brazylią (0:7) oraz Meksykiem (0:1)
W 2001 roku Hidalgo ponownie znalazł się w drużynie na turniej Copa América, który Peru zakończyło na ćwierćfinale. Wystąpił na nim w spotkaniach z Paragwajem (3:3), Brazylia (0:2) i Meksykiem (1:0).
W 2004 roku Hidalgo po raz trzeci został powołany do kadry na Copa América. Nie zagrał na nim jednak ani razu, a Peru odpadło z rozgrywek w ćwierćfinale.
W latach 1996–2008 w drużynie narodowej Hidalgo rozegrał łącznie 47 spotkań i zdobył 3 bramki.